# Gelsenkirchen
Gelsenkirchen (pronunciación en alemán: /ˌɡɛlzn̩ˈkɪʁçn̩/ⓘ) es una ciudad situada en el estado alemán de Renania del Norte-Westfalia, y más concretamente en la zona norte de la región del Ruhr y de la macrorregión metropolitana del Rin-Ruhr.
Las primeras informaciones documentadas de Gelsenkirchen datan de 1150, aunque permaneció en el anonimato propio de un pequeño pueblo hasta el siglo XIX, momento en que gracias la Revolución industrial toda la zona experimentó un crecimiento espectacular. En 1840, fecha del comienzo de la extracción de carbón, apenas 6000 personas residían en Gelsenkirchen; solamente 60 años después, en 1900, la cifra se había multiplicado por 23, alcanzando los 138.000 habitantes.
A principios del siglo XX Gelsenkirchen era la ciudad más importante de Europa en lo que a la minería del carbón se refiere. En esa época era conocida como la "ciudad de los mil fuegos" debido a la gran cantidad de columnas de humo que podían verse sobre ella. En 1928 Gelsenkirchen se fusionó con las ciudades vecinas de Buer y Horst. La conurbación resultante recibió el nombre de Gelsenkirchen-Buer hasta 1930, cuando la denominación fue reducida a Gelsenkirchen. Durante el III Reich Gelsenkirchen siguió siendo un importante centro de producción de carbón y de derivados del petróleo, motivos por los que fue bombardeada por los Aliados en la II Guerra Mundial. Durante dicho conflicto se instaló en ella un campamento para mujeres, subdivisión del campo de concentración de Buchenwald. En el siglo XXI ya no hay minas en Gelsenkirchen y la ciudad busca una nueva imagen representativa después de haberse visto golpeada por una de las mayores tasas de desempleo de toda Alemania. Destacar además que acoge la mayor central eléctrica solar de todo el país. En Gelsenkirchen-Scholven hay una central de carbón que es famosa por contar con las chimeneas más altas de Alemania, alzándose 302 metros del suelo.

## Historia

### Época antigua y medieval

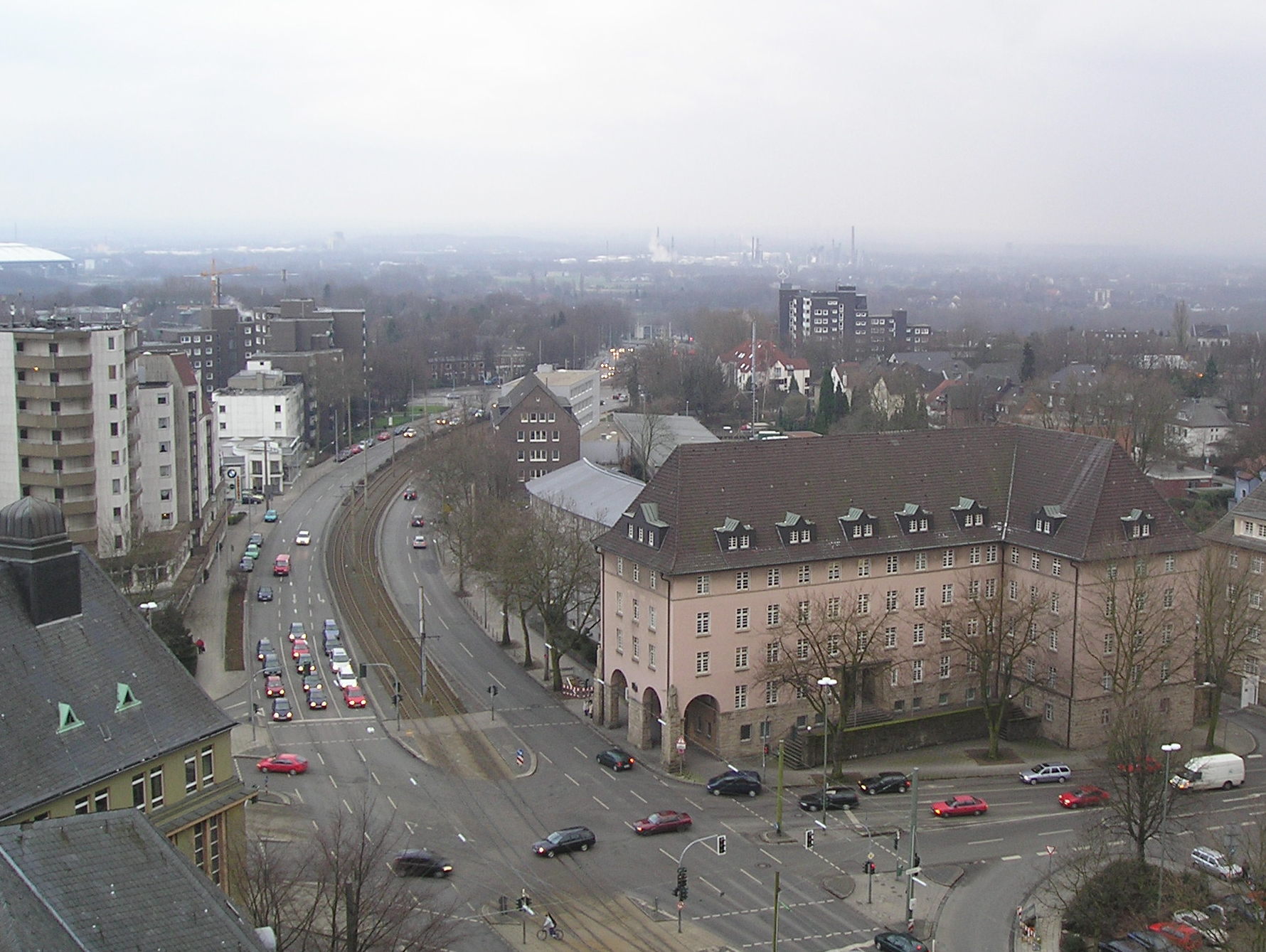
Gelserkichen a principios del.

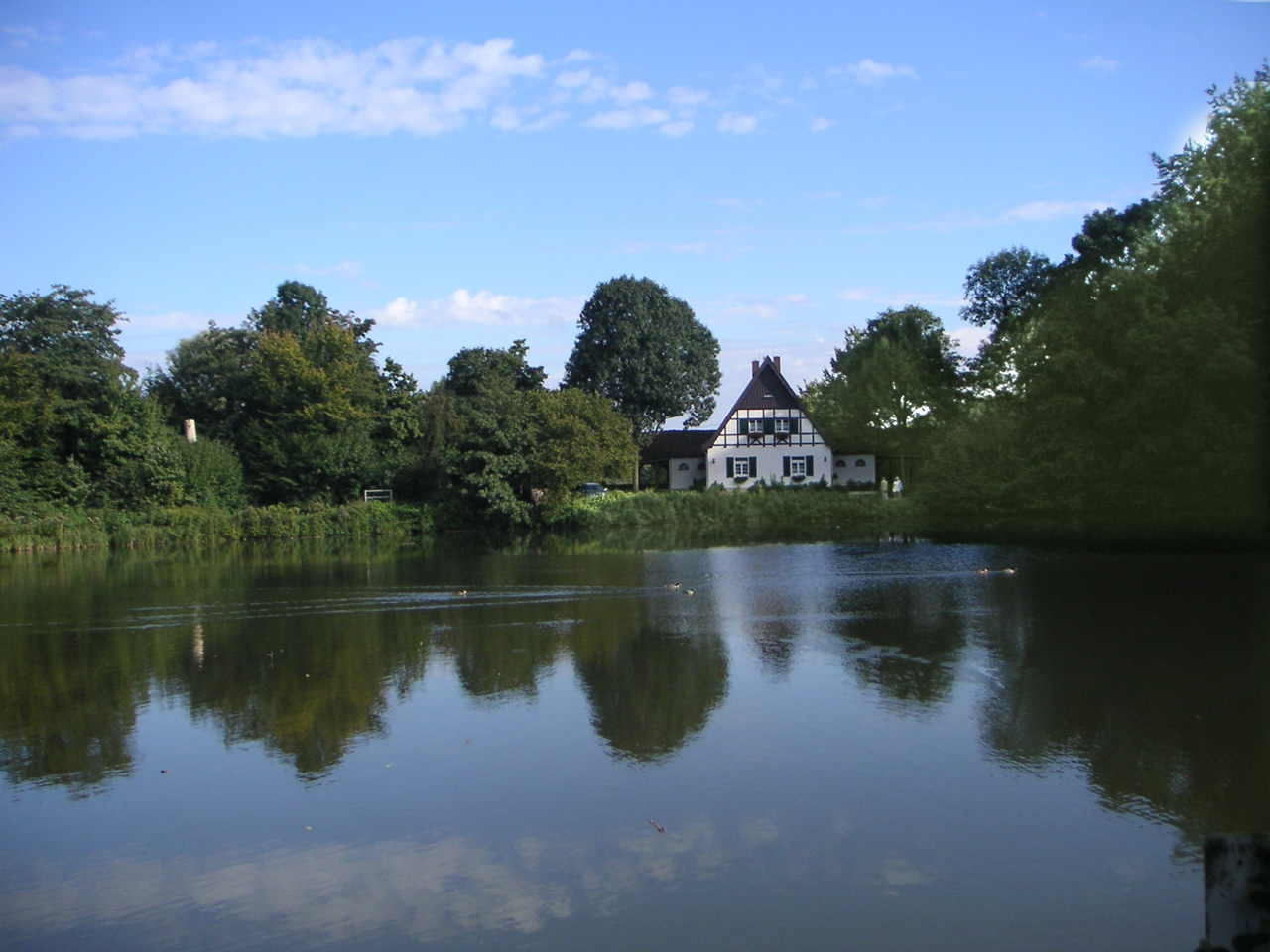
Vista del bosque urbano de Buer (Buerscher Stadtwald).

Aunque la parte de la ciudad conocida como Buer aparece con el nombre de Puira por primera vez en un documento de Heriberto I datado en 1003, se cree que algunos cazadores ya habitaban una colina situada al norte del río Emscher, afluente del Rin, en la Edad de Bronce, incluso antes del año 1000 antes de Cristo. No vivían en casas como tales, sino en pequeñas barracas construidas unas cercanas a las otras. Posteriormente, los romanos invadieron la zona, siendo expulsados por los sajones sobre el 700 de nuestra era. Algunas otras zonas que se encuentran al norte de la ciudad de Gelsenkirchen aparecen mencionadas en documentos medievales, como por ejemplo Raedese (Resse), Middelvic (Middelich, parte de Resse), Sutheim (Sutum, parte de Beckhausen) o Sculven (Scholven). Algunas comunidades de granjeros fueron identificadas más tarde como iuxta Bure ("cerca de Buer").
Fue hacia 1150 cuando surgió el nombre de Gelstenkerken o Geilistirinkirkin, coincidiendo más o menos con la construcción de la primera iglesia del pueblo en Buer. Esta ecclesia Buron ("iglesia en Buer") aparece en una lista de iglesias parroquiales de Teodorico Deutz. Este asentamiento estuvo bajo el dominio del Condado de Mark.

### Industrialización
Hasta mediados del siglo XIX, el área de Gelsenkirchen apenas estaba poblada y sus habitantes se dedicaban principalmente a la agricultura. En 1815, después de haber estado de forma temporal bajo control del Gran Ducado de Berg, la zona pasó a manos de Prusia, que la asignó a su provincia de Westfalia. Mientras que aquel Gelsenkirchen (que no incluía las comunidades de la zona norte antes descritas como Buer) fue integrada en el Amt de Wattenscheid perteneciente al distrito de Bochum y a su vez a la división gubernamental de Arnsberg, Buer se constituyó como un Amt en sí mismo englobando a la cercana Horst, quedando incorporado al distrito de Recklinghausen y a su vez al de Münster. Esta distribución territorial no sería anulada hasta 1928.
Tras el descubrimiento de carbón en la región del Ruhr en 1840 y la consiguiente industrialización, fueron inaugurados el servicio ferroviario Colonia-Minden y la Estación Principal de Gelsenkirchen. En 1868, Gelsenkirchen se convirtió en capital de un Amt perteneciente al distrito de Bochum y que incluía a Gelsenkirchen, Braubauerschaft (desde 1900, Bismarck), Schalke, Hessler, Bulmke y Hüllen.
Friedrich Grillo fundó la Corporación para la Industria Química (Aktiengesellschaft für Chemische Industrie) en Schalke en 1872, lugar donde también fundó la Asociación de Minería y Siderurgia (Schalker Gruben- und Hüttenverein). Un año más tarde y de nuevo en Schalke, él mismo creó la Compañía de la Fábrica de Cristal y Espejos (Glas- und Spiegel-Manufaktur AG).
Después de que Gelsenkirchen se convirtiera en un importante centro de la industria pesada, recibió el título de ciudad en 1875.

### Gelsenkirchen se convierte en ciudad
En 1885, tras la división del distrito de Bochum, Gelsenkirchen pasa a ser capital de su propio Kreis, situación que se mantendría hasta 1926. En dicho distrito quedaron encuadradas las ciudades de Gelsenkirchen y Wattenscheid, así como las localidades de Braubauerschaft (desde 1900, Bismarck), Schalke, Ückendorf, Wanne y Wattenscheid. Pocos años más tarde, en 1896, Gelsenkirchen fue separada del resto de su distrito para convertirse en "ciudad independiente" (kreisfreie Stadt). En 1891, Horst fue segregada del Amt de Buer, lugar que a su vez fue declarado ciudad en 1911 y obtuvo su "independencia" como kreisfreie Stadt al año siguiente. Mientras tanto, Horst pasó a encabezar su propio Amt. En 1924, la comunidad rural de Rotthausen, hasta entonces dependiente del distrito de Essen, fue incorporada al de Gelsenkirchen.
En 1928 y como consecuencia de ciertas reformas acometidas por el gobierno prusiano, las ciudades de Gelsenkirchen y Buer fueron fusionadas junto con el Amt de Horst en un nuevo kreisfreie Stadt llamado Gelsenkirchen-Buer. Desde entonces, la ciudad pasó a pertenecer al distrito gubernamental de Münster. En 1930, por consejo de la propia ciudad, se permitió la recuperación del nombre único de Gelsenkirchen. En esos momentos la ciudad acogía a unas 340.000 personas.
En 1931, la Compañía Minera de Gelsenkirchen (Gelsenkirchener Bergwerks-Aktien-Gesellschaft) fundó la Corporación Petrolera "Gelsenberg" (Gelsenberg-Benzin-AG). Por su parte la Compañía Minera Hibernia fundó en 1935 la planta de hidrogeneración Hydrierwerk Scholven AG GE-Buer.

### El III Reich
Desde el momento en que los nazis se hicieron con el control del gobierno alemán, Gelsenkirchen, debido a su situación en el corazón de la cuenca del Ruhr, se convirtió en centro de la industria bélica, ya que no había otra ciudad más productiva en todo el país. Por una parte, supuso un importante crecimiento que contrastó con los despidos masivos acometidos por las industrias en los años 20, mientras que por otra la ciudad se convirtió en objetivo principal de los bombarderos aliados durante la Segunda Guerra Mundial, llegando a quedar arrasadas tres cuartas partes. Aún en el siglo XXI pueden encontrarse algunos refugios antiaéreos, incluyendo los sótanos de edificios oficiales como la Hans-Sachs-Haus del centro o el ayuntamiento en Buer.
Dos sinagogas de Gelsenkirchen fueron destruidas tras los disturbios antisemitas de la Kristallnacht el 9 de noviembre de 1938, mientras que la única que había en Buer fue quemada y la del centro de Gelsenkirchen prácticamente arrasada. En la Kristallnacht, los nazis se dedicaron a destruir negocios de judíos, así como sus viviendas y cementerios y a pegar fuego a las sinagogas. Desde 1963 una placa recuerda a los viandantes los hechos. Finalmente, en 1993 el área fue renombrada como "lugar de la vieja sinagoga" para conseguir 66 años después, el 9 de noviembre de 2004, la colocación de la primera piedra del nuevo edificio religioso. El 1 de febrero se abrió el nuevo lugar de culto tras más de un año de obras, de modo que se convirtió en el centro de la comunidad judía de Gelsenkichen. Ofrece capacidad para unos 400 fieles además de un centro comunitario con salas de reuniones. La comunidad judía de Gelsenkirchen cuenta con unos 430 miembros. 
Asimismo, Gelsenkirchen acogió en 1944 un campamento adscrito al campo de concentración de Buchenwald. En las instalaciones de Gelsenberg Benzin AG residieron 2000 mujeres y niñas húngaras dedicadas a trabajar en la planta de hidrogeneración. Unas 150 de estas judías húngaras murieron en su puesto de trabajo durante los bombardeos de septiembre de 1944 ya que no tenían autorizado el acceso a los refugios.
Durante el tiempo en que Adolf Hitler encabezó el III Reich, entre 1933 y 1945, el alcalde de la ciudad fue Carl Engelbert Böhmer, miembro del NSDAP nombrado para el cargo por el régimen. El Instituto de Historia Local cuenta con una sección completa dedicada a esa etapa bajo el epígrafe "Gelsenkirchen en tiempos del Nacionalsocialismo".

### Después de la Guerra

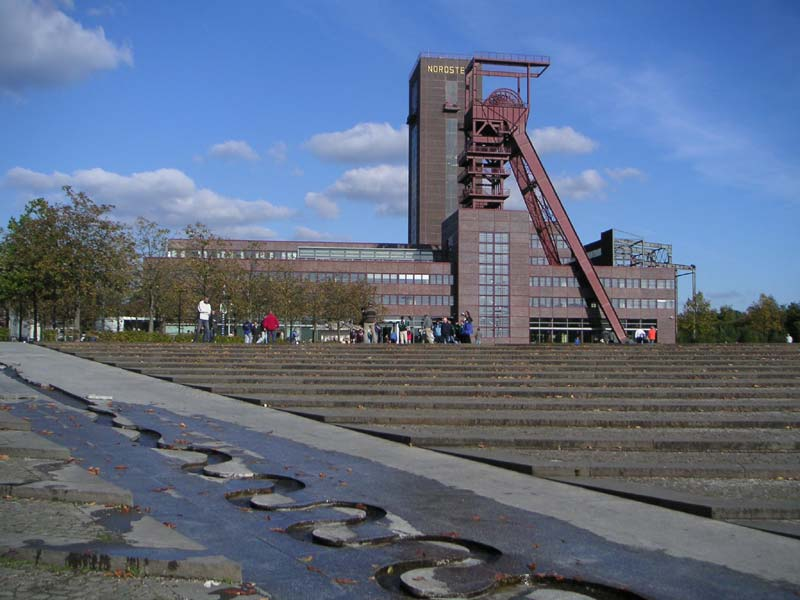
El cambio de los tiempos: antigua Mina Nordstern y posterior sede de la compañía THS.

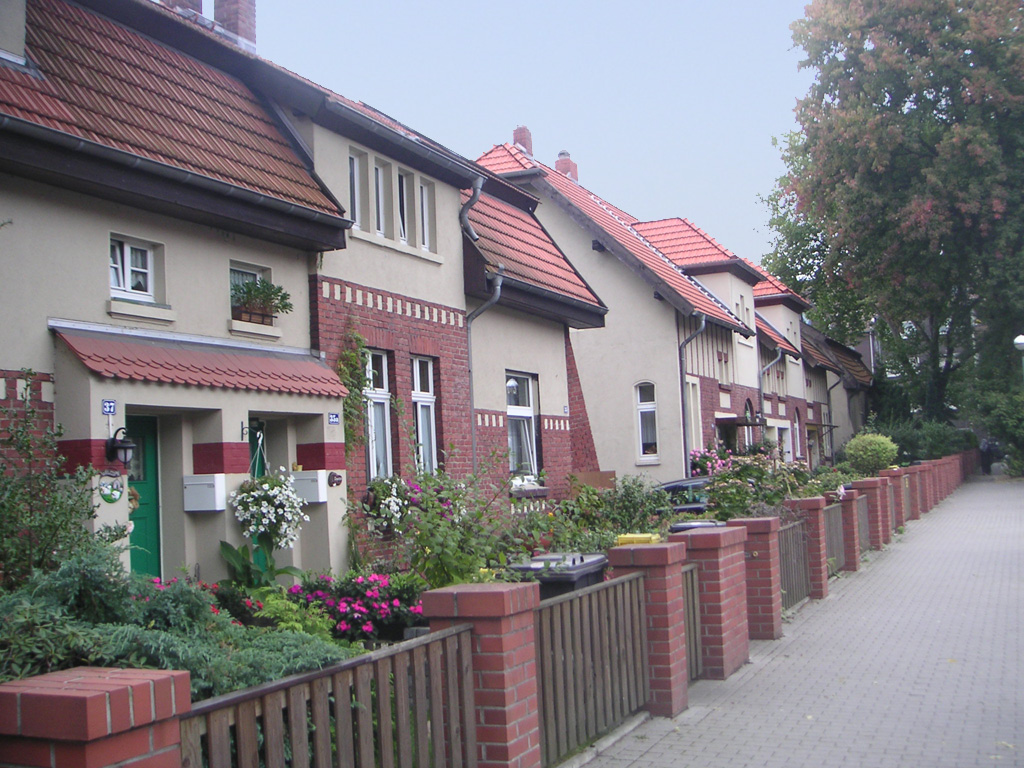
Antiguo asentamiento minero.

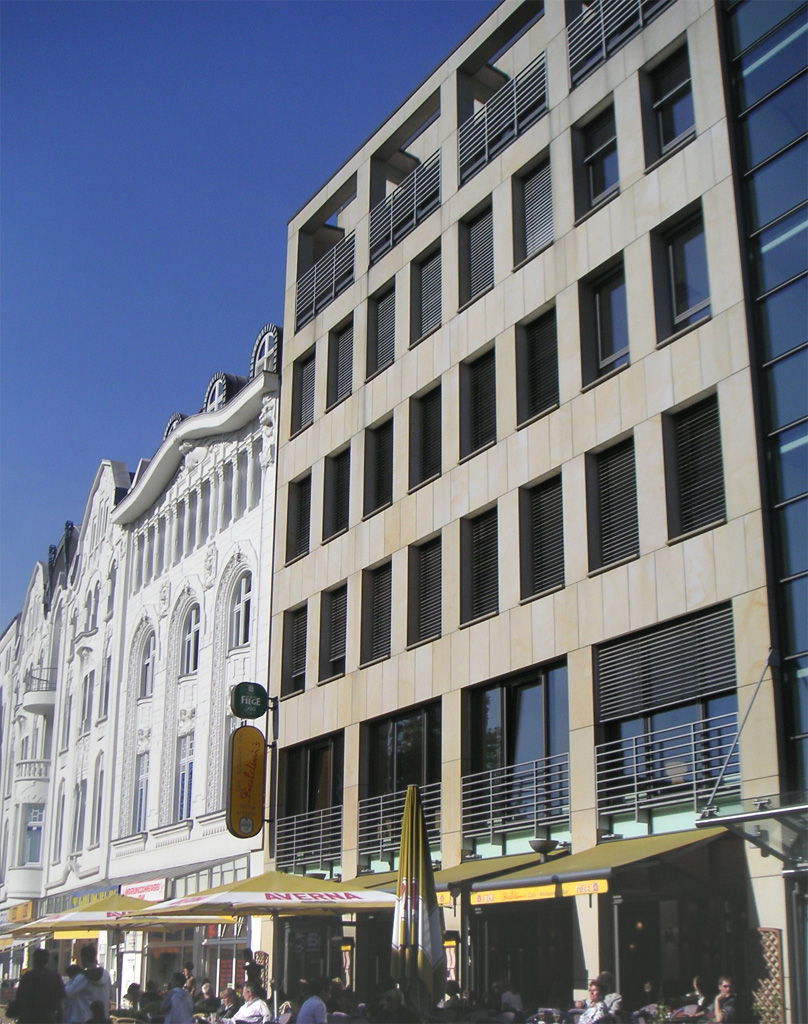
Contrastes del centro de la ciudad.

El 17 de diciembre de 1953 entró en servicio el primer horno de coque construido después de la Guerra. Con la implantación del sistema de códigos postales (Postleitzahlen) en 1961, Gelsenkirchen fue una de las pocas ciudades de Alemania Occidental que fue dividida en dos zonas, Buer con el código 4660 y Gelsenkirchen con el 4650, división vigente hasta el 1 de julio de 1993. La compañía propietaria de la vieja planta de hidrogeneración, Scholven-Chemie AG, se fusionó con Gelsenberg-Benzin-AG en 1987 formando VEBA-Oel AG. En 1987, el Papa Juan Pablo II celebró en el Parkstadion de Gelsenkirchen una misa multitudinaria a la que asistieron 85.000 fieles. El pontífice también fue nombrado en esa visita socio honorífico del FC Schalke 04.
En 1997, la Exposición Federal de Jardines (Bundesgartenschau o BUGA) fue celebrada en los terrenos de la vieja mina de carbón de Nordstern en Horst. La última producción de coque salió de las instalaciones industriales de la ciudad el 29 de septiembre de 1999, marcando el fin de un sector predominante en la economía local durante 117 años. En ese mismo año, Shell Solar Deutschland AG abrió una línea de producción de equipos para la generación de energía solar fotovoltaica. El 28 de abril de 2000, cerró la mina Ewald-Hugo, la última de carbón de la ciudad, con lo que perdieron su empleo unos 3000 mineros. En 2003, Buer celebró el milésimo aniversario de su primera aparición en un documento, mientras que el 4 de mayo de 2004 el equipo de fútbol local FC Schalke 04 celebró su centenario.
A principios del siglo XXI, Gelsenkirchen es un centro científico, industrial y de servicios, además de contar con buenas comunicaciones e infraestructuras.

## Demografía
| Gráfica de evolución de Gelsenkirchen entre 1798 y 2019 |
|                                                         |

## Economía e infraestructuras

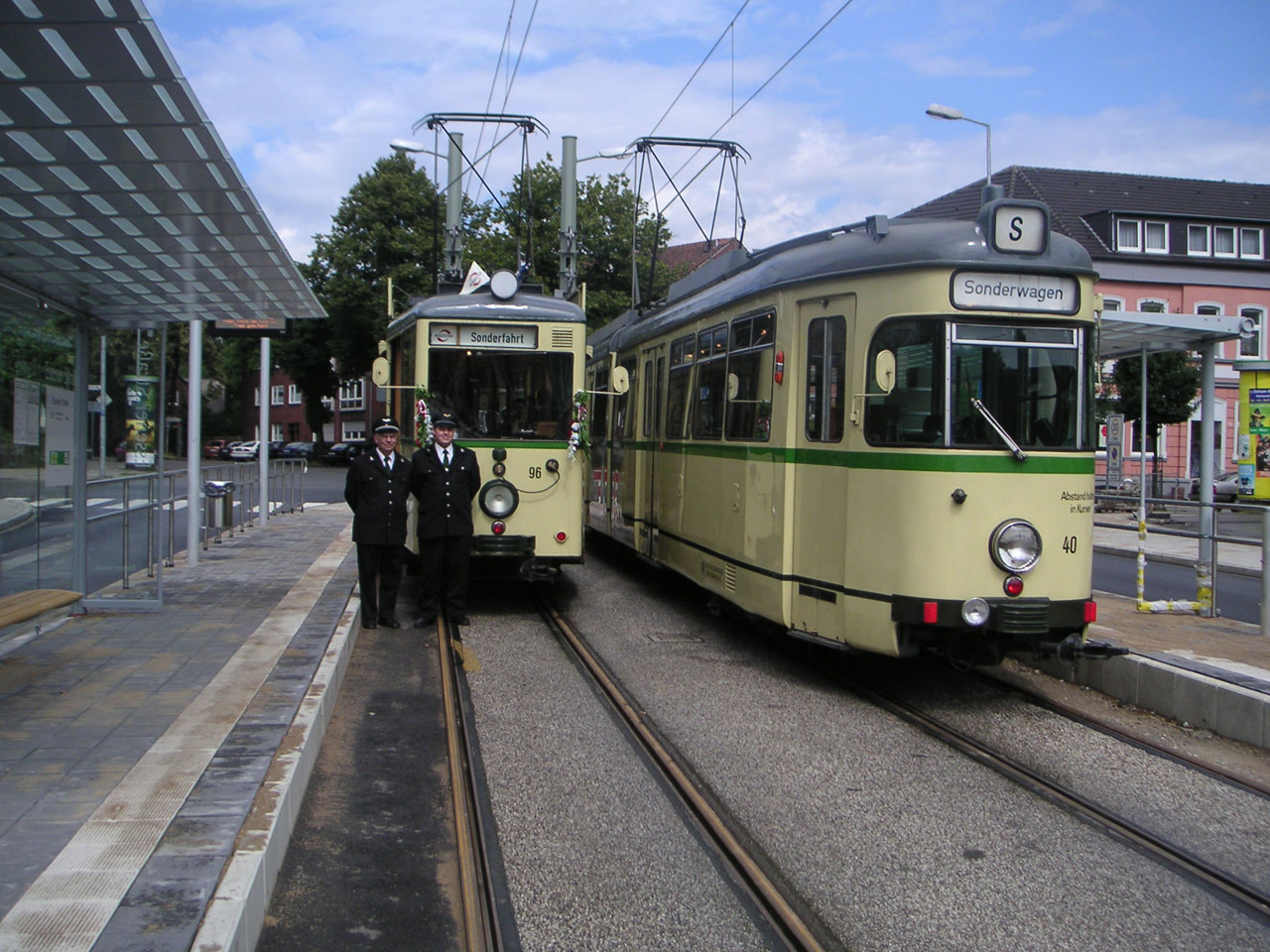
Dos tranvías antiguos disponibles para la reapertura de la parada de Essenerstrasse en Horst

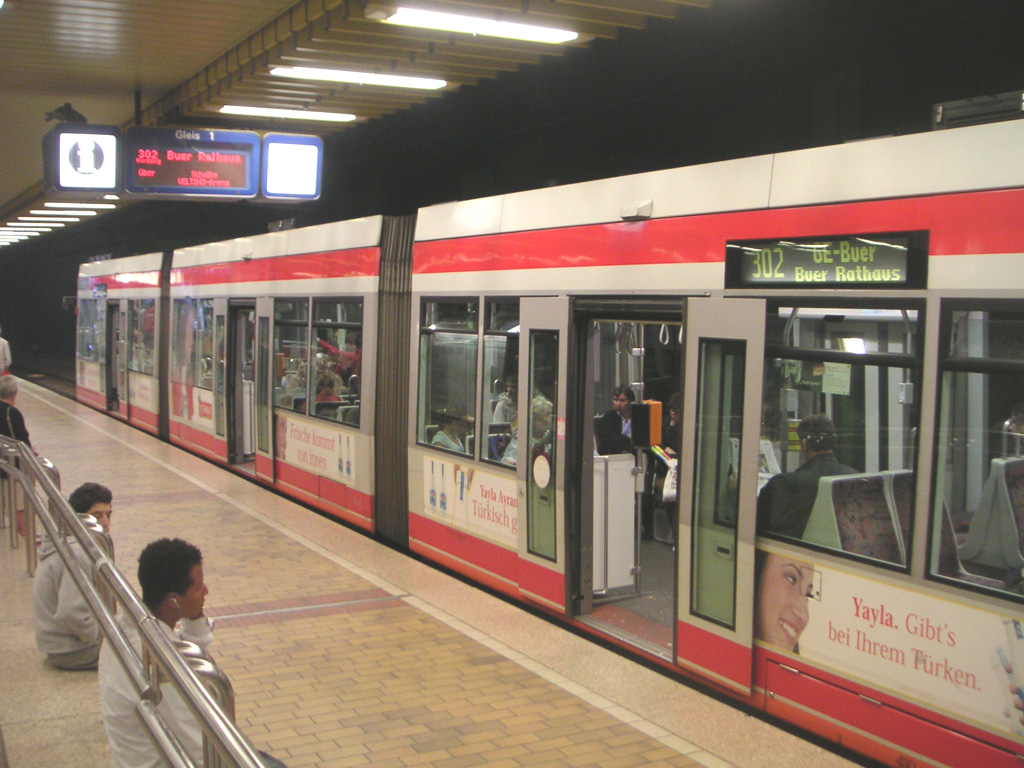
Stadtbahn en la Estación Central de ferrocarril.

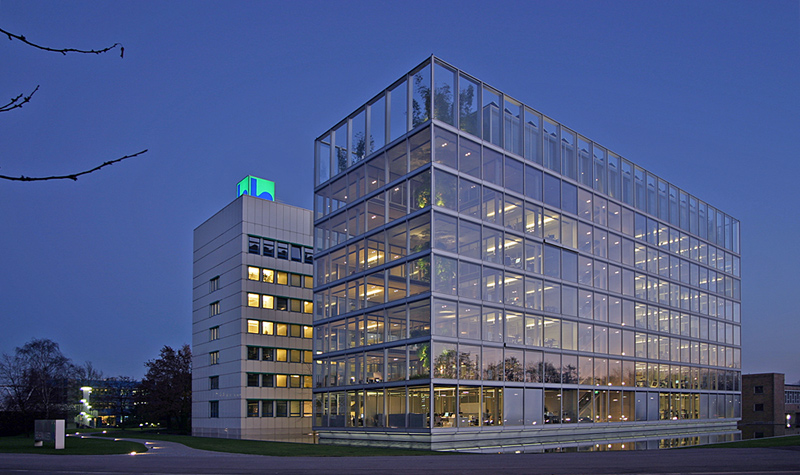
Sede de Gelsenwasser AG.

Gelsenkirchen se presenta a sí misma como centro de la tecnología solar. Shell Solar Deutschland GmbH y Scheuten Solar Technology fabrican células fotovoltaicas en Rotthausen, aunque hay muchas otras grandes empresas en la zona: THS GmbH, Gelsenwasser, e.on, BP Gelsenkirchen GmbH y Pilkington. Según un estudio de la Fundación Bertelsmann, Gelsenkirchen es, tras Leipzig, Karlsruhe y Bremen, la cuarta ciudad de Alemania en lo que a facilidades para la instalación de empresas se refiere.

### Transporte

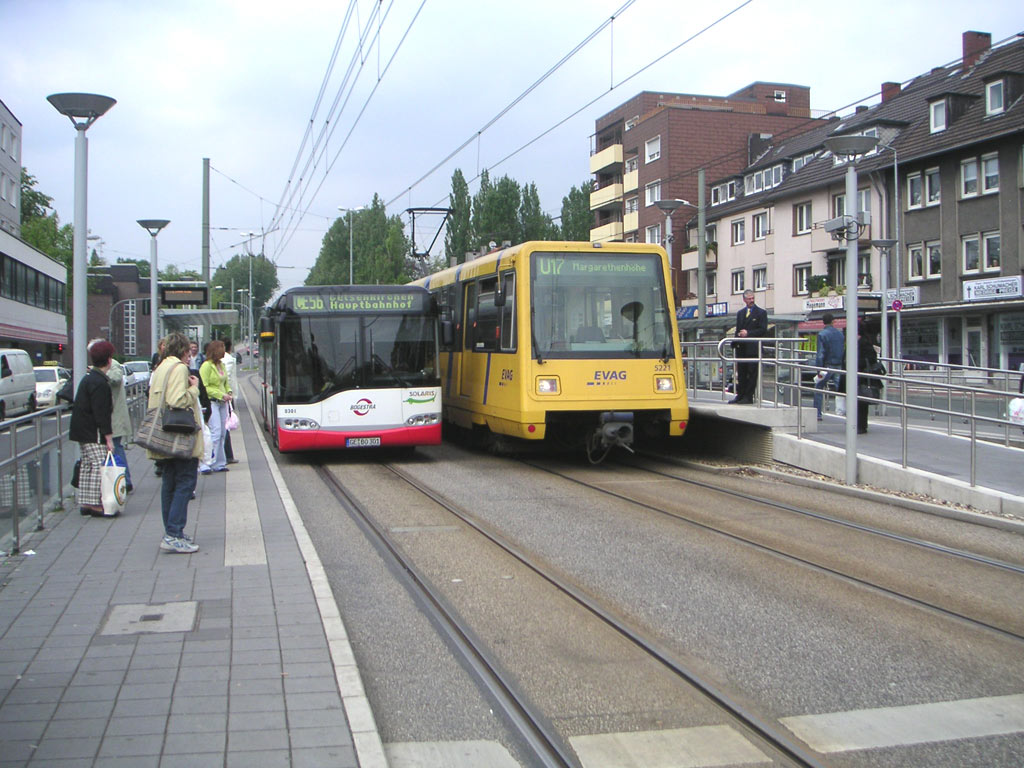
Parada de bus, tranvía y metro en Buerer Strasse.

Las comunicaciones por carretera de Gelsenkirchen con el resto del país se basan en las grandes autopistas de peaje o Bundesautobahnen A 2, A 40, A 42 y A 52, así como en las autovías federales o Bundesstrassen B 224, B 226 and B 227. En cuanto al ferrocarril destaca la Estación Central de Gelsenkirchen como punto de enlace de las líneas Oberhausen-Gelsenkirchen-Herne-Dortmund y Essen-Gelsenkirchen-Recklinghausen-Münster.
Por vía fluvial puede llegarse Gelsenkirchen a través del Canal Rhine-Herne gracias a un puerto comercial e industrial con un tráfico anual de 2 millones de toneladas y una superficie acuática de unos 1,2 km², siendo una de las mayores instalaciones portuarias fluviales de Alemania. Además está conectado a la red nacional de ferrocarriles (Deutsche Bahn)
El transporte local de Gelsenkirchen se estructura en varias líneas de tranvía y autobús controladas por BOGESTRA (Bochum-Gelsenkirchener Strassenbahn AG) principalmente además de por Vestische Straßenbahnen GmbH en la zona norte, aunque solamente opera servicios de autobús. Cuenta además con una línea de premetro operada por EVAG (Essener Verkehrs-AG) que conecta Buer con Essen. Las líneas de tranvía comunican la ciudad con Bochum y Essen. Todos estos servicios tienen integrado su sistema de billetes. En total en Gelsenkirchen hay tres líneas de tranvía, una de tren ligero y 50 de autobús.
Con ocasión de la Copa Mundial de Fútbol de la FIFA de 2006 fueron mejoradas todas las infraestructuras de transporte dedicadas al servicio del Veltins AufSchalke Arena, incluido una profunda reforma de la Estación Central de Ferrocarril.

## Tren rápido

Red del S-Bahn Rin-Ruhr.

El S-Bahn Rin-Ruhr es un tren rápido que cubre la macrorregión metropilitana alemana del Rin-Ruhr.

### Medios de comunicación
Gelsenkirchen acoge la sede de la VLR o Asociación Registrada de la Red Local de Radio de Renania del Norte-Westfalia (Verband Lokaler Rundfunk in Nordrhein-Westfalen e.V.), así como los estudios de REL (Radio Emscher-Lippe).
Entre los periódicos destacar el diario Buersche Zeitung en la calle hasta 2006, momento en que sin motivo económico alguno la empresa cerró la publicación. Desde entonces el periódico Ruhr-Nachrichten, editado en Dortmund, dedica una sección a las noticias locales. Posteriormente apareció el Westdeutsche Allgemeine Zeitung, única publicación local de Gelsenkirchen y que monopoliza de facto el mercado. Asimismo la radio local REL informa de los sucesos locales.
También se reparte un periódico gratuito semanal, el Stadtspiegel Gelsenkirchen, junto con otros mensuales o irregulares como el Familienpost o el Beckhausener Kurier.

### Educación

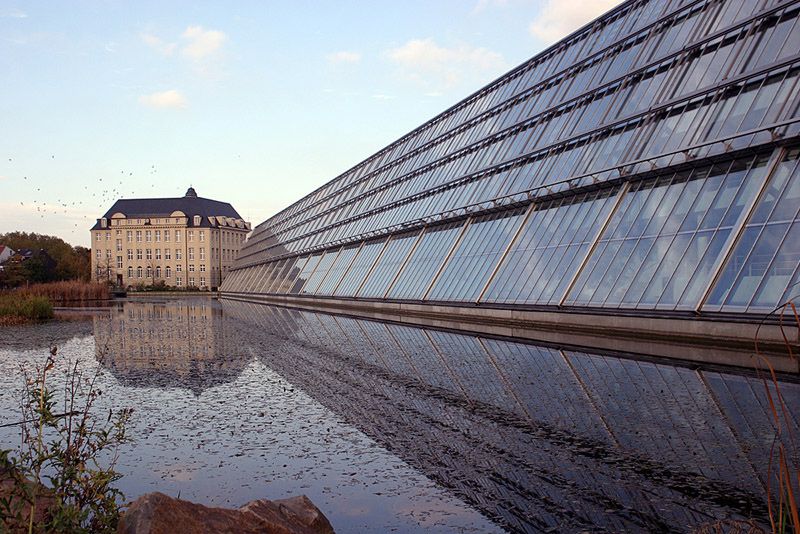
Parque científico en Ückendorf (Wissenschaftspark).

Gelsenkirchen cuenta con 51 escuelas primarias (36 públicas, 12 católicas y 3 evangélicas) y 21 escuelas secundarias (8 Hauptschulen y 6 Realschulen que permiten acceder a la formación profesional y 7 Gymnasien que además son preparatorios para la Universidad), así como 4 Gesamtschulen (escuelas no basadas en calificaciones académicas), entre las que destaca la Gesamtschule Bismarck, única de esta clase gestionada por la Iglesia Luterana Evangélica de Westfalia.
La Fachhochschule Gelsenkirchen, institución universitaria fundada en 1992, cuenta con campus en Bocholt y Recklinghausen y ofrece las titulaciones de Economía, Ciencias de la Computación, Ingeniería Física, Ingeniería Eléctrica e Ingeniería Mecánica, entre otras.
Asimismo Gelsenkirchen es una de las siete ciudades donde la Fachhochschule für öffentliche Verwaltung NRW (Universidad Politécnica Estatal de Renania del Norte-Westfalia) cuenta con instalaciones, destacando los estudios de Servicios Administrativos Municipales, Entrenamiento Policial y Economía Administrativa. Además la ciudad acoge una escuela de adultos y una biblioteca municipal con sucursales en Horst, Buer y Erle y más de 100.000 libros, películas y CD.

## Deportes

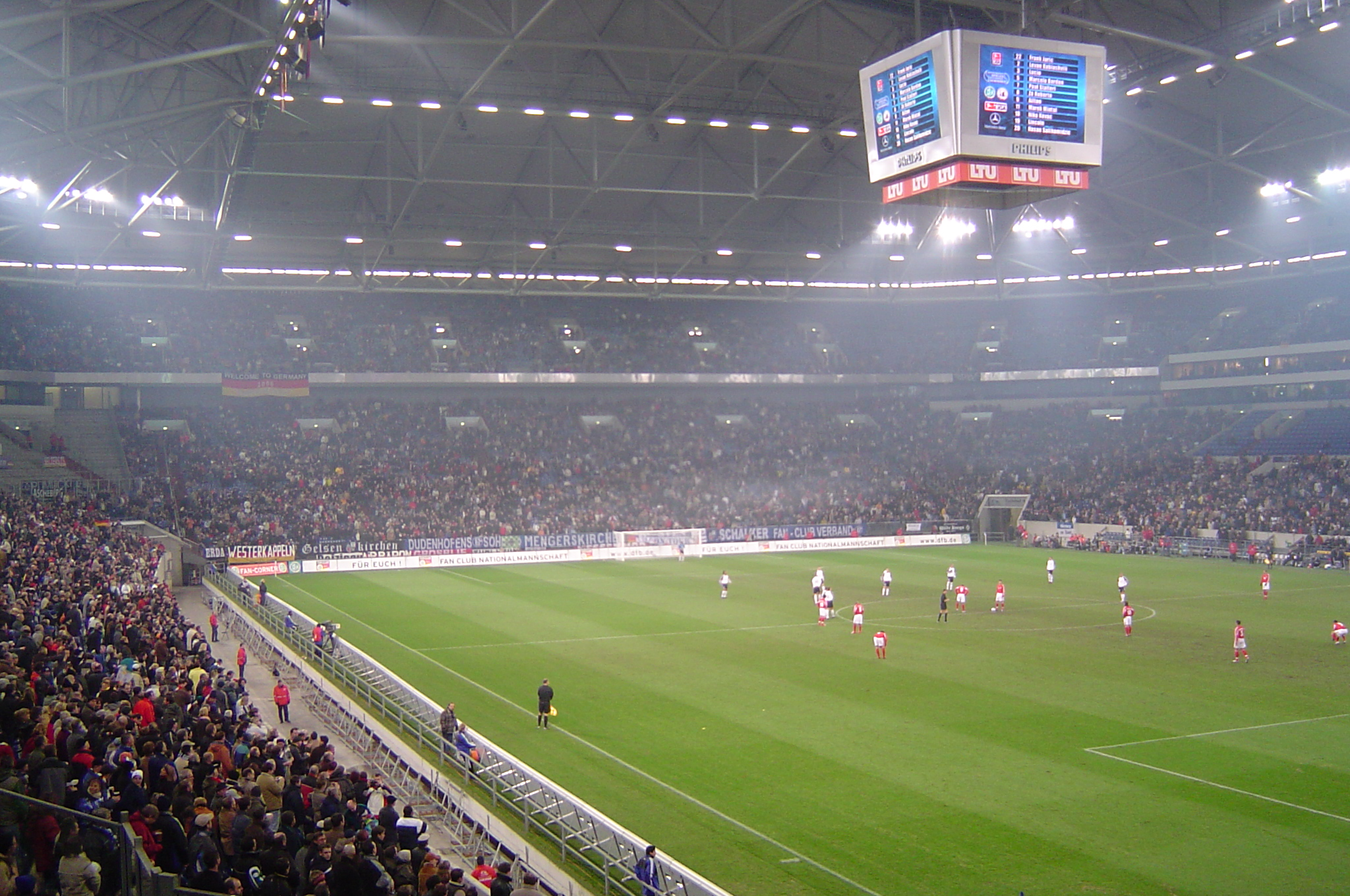
El Veltins-Arena.

Gelsenkirchen es la ciudad del equipo de fútbol de la Bundesliga, Schalke 04. El estadio del Schalke, el Veltins-Arena, es considerado uno de los más innovadores construidos entre finales del siglo XX y principios del XXI. Su construcción se debió a la elección de la ciudad como una de las 12 sedes del Mundial de Fútbol de 2006. En concreto acogió los partidos de primera ronda Polonia-Ecuador, Argentina-Serbia y Montenegro, Portugal-México y los Estados Unidos-República Checa.
Esta ciudad también se convirtió en sede de la final de la Liga de Campeones en 2004, donde se disputó la final de ésta, Oporto 3 - Mónaco 0. Es la ciudad natal de varios futbolistas, entre estos el exjugador Mesut Özil y de Hamit Altintop jugador del Galatasaray y su hermano gemelo Halil Altıntop jugador del Eintracht Frankfurt, del jugador del Manchester City Ilkay Gündogan y además del portero de la Selección alemana de fútbol, Manuel Neuer.

## Ciudades hermanadas
- Büyükçekmece - Turquía
- Cottbus - Alemania
- Kutaisi - Georgia
- Newcastle-upon-Tyne - Reino Unido
- Olsztyn - Polonia
- Shajty - Rusia
- Zenica - Bosnia y Herzegovina